# George P. Watson
George P. Watson (* März 1871 in New York City; † 20. Januar 1926) war ein US-amerikanischer Sänger und Vaudeville-Künstler. Er gilt als einer der ersten amerikanischen Sänger, der Aufnahmen von Jodelliedern eingespielt hat und damit größere Erfolge feiern konnte.

## Leben und Werk
Abgesehen von seinen erhaltenen Aufnahmen ist über Watsons Leben nur wenig bekannt, etwa dass er mit Marguerite Newton verheiratet war. Sie war eine Interpretin humoristischer Lieder und gehörte um die Jahrhundertwende zu den weiblichen Stars von Thomas Edisons Musiklabel.
Das Jodeln war um die Mitte des 19. Jahrhunderts zum Bestandteil der amerikanischen Minstrel- und Vaudeville-Szene geworden. Das amerikanische Jodeln war damals zunächst noch stark mit seinen alpenländischen Ursprüngen verknüpft, begann sich jedoch langsam zu wandeln. Oft wurde es als besondere Kuriosität beworben oder in die Nachahmung von Tierstimmen einbezogen. 1847 war der als „Yodeling Minstrel“ bekannte Tom Christian erstmals öffentlich aufgetreten, erste Tonaufnahmen machte 1892 L.W. Lipp. Auch Dan Emmett (1815–1904), der als Begründer der Blackface-Tradition im Minstrel-Genre gilt, komponierte zahlreiche Jodellieder.
Watson selbst machte im Laufe der Zeit zahlreiche Aufnahmen für verschiedene Labels, wobei er sowohl auf Englisch als auch auf Deutsch sang, teilweise auch mit Orchesterbegleitung. Seine ersten Phonographenwalzen nahm er 1897 für Edison auf, darunter Leben auf den Alpen und Emmett’s German Yodle (sic!). Letzteres ist eine Hommage an Dan Emmett, weitere folgten: Emmett’s Lullaby (1899), sowie Medley of Emmett’s Yodles und Emmett’s Yodle Song (1901).
Später arbeitete er auch für die Columbia Records und Victor, wobei er einige seiner Edison-Aufnahmen neu aufnahm, allerdings auf Schallplatten. 1911 spielte er für Victor eine neue Version von Sleep, Baby, Sleep ein, das er bereits 1897 und 1901 für Edison aufgenommen hatte, damals noch mit Klavierbegleitung, auf der neuen Version mit Orchester. Dieses 1869 von S. A. Emery komponierte Lied spielt in der Geschichte des amerikanischen Jodelns eine besondere Rolle: Jimmie Rodgers, der Begründer des Blue Yodeling, verwendete es bei seiner ersten Aufnahme-Session im August 1927, wobei er sich eng an Watsons Aufnahme orientierte. Zuvor war es zwischen 1890 und 1927 mehr als ein Dutzend Mal von verschiedenen Bands in unterschiedlichen Stilen aufgenommen worden.
Soweit ersichtlich, umfasste Watsons Repertoire ausschließlich Jodellieder, davon ein großer Teil in deutscher Sprache, wie etwa Lauterbach (1906) oder Hi Le Hi Lo (1909), letzteres auch 1902 als German Hunter’s Song veröffentlicht. Entsprechend der Vaudeville-Tradition waren die meisten seiner Aufnahmen Novelty Songs, wie Snyder, does your mother know you're out? (1899). Ungewöhnlich ist der Santa Claus Song (1906), ein Weihnachtslied mit Schlittenglocken und Jodlern. Seine Jodler sind als „akkurat und klar“ beschrieben, er selbst als „concert performer“ bezeichnet und sein Gesangsstil bei einigen Aufnahmen mit dem des Tenors John McCormack verglichen worden.